# Osman Waqialla
Osman Waqialla (em árabe: عثمان وقيع الله,Rufa'a, Gezira, 1925-4 de janeiro de 2007) foi um caligrafista de Sudão.
Nascido à beira do Nilo Azul, estudou no Gordon Memorial College de Cartum e no Camberwell College of Arts de Londres, e mais tarde no Egipto com o maestro caligrafista Sayyid Muhammed Ibrahim
Trabalhou como professor em Sudão e para a companhia británica De La Rue. Teve um filho com a sua primeira esposa e duas filhas com a sua última esposa, a caligrafista chinesa, Zhara.
Faleceu de malária.